# Sorelle terziarie cappuccine della Sacra Famiglia
Le Sorelle Terziarie Cappuccine della Sacra Famiglia (in spagnolo Hermanas Terciarias Capuchinas de la Sagrada Familia) sono un istituto religioso femminile di diritto pontificio: le suore di questa congregazione, dette Amigoniane, pospongono al loro nome la sigla H.T.C.F.S.

## Storia
La congregazione trae origine da una comunità di terziarie francescane organizzata dal padre cappuccino Luis Amigó Ferrer (1854-1934) che nel 1878 iniziò a praticare vita comune presso il santuario di Nuestra Señora de Montiel a Benaguacil.
Ottenuto il nihil obstat dell'arcivescovo di Valencia, l'11 maggio del 1885 le consorelle fecero la loro prima professione dei voti religiosi, dando ufficialmente all'istituto delle Terziarie Cappuccine. Padre Amigó diede loro la regola del Terzo Ordine Regolare di San Francesco e delle costituzioni elaborate da lui stesso.
Poco dopo la fondazione le sorelle si adoperarono per assistere i malati durante un'epidemia di colera scoppiata a Massamagrell, città natale del fondatore: quattro religiose contrassero il morbo e morirono. Il 6 marzo 1902 papa Leone XIII approvò la congregazione che venne poi aggregata all'Ordine dei Frati Minori Cappuccini il 15 settembre 1905.

## Attività e diffusione
Le religiose si dedicano soprattutto all'istruzione della gioventù: curano particolarmente la rieducazione di minori in situazioni di disagio sociale e prestano il loro servizio presso le carceri minorili.
Le Sorelle Terziarie Cappuccine sono presenti in Europa (Belgio, Germania, Italia, Polonia, Slovacchia, Spagna), in Africa (Benin, Repubblica Democratica del Congo, Guinea Equatoriale, Tanzania), in Asia (Corea del Sud, Filippine) e in numerose nazioni dell'America Latina; la sede generalizia è a Roma.
Al 31 dicembre 2005 l'istituto contava 1.347 religiose in 223 case.